# Рини, Пол
Пол Ри́ни (англ. Paul Reaney; род. 22 октября 1944, Фулем, Лондон) — английский футболист, правый защитник.

## Клубная карьера
Родился 22 октября 1944 года в Лондоне.
Дебютировал на профессиональном уровне в 1962 году в команде «Лидс Юнайтед». В сезоне 1964/65 Рини пропустил всего одну игру и забил первый из своих голов, когда «Лидс Юнайтед» боролся как за чемпионский титул, так и за Кубок Англии, однако команда проиграла оба трофея.
Рини быстро заработал репутацию талантливого защитника, способного закрыть самых сильных нападающих – Джордж Бест назвал Рини одним из двух лучших защитников, против которых он играл.
В сезоне 1967/68 «Лидс Юнайтед» выиграл Кубок Футбольной лиги, а в сезоне 1968/69 — Первый дивизион. В сезоне 1969/70 Лидс Юнайтед боролся за «требл», но после того, как Рини получил перелом ноги в игре против «Вест Хэм Юнайтед», команда завершила сезон без трофеев. Из-за перелома ноги Рени также пропустил чемпионат мира в Мексике.
Рини вернулся в строй сезоне 1970/71, проведя 18 матчей. В сезоне 1971/72 помог команде выиграть Кубок Англии.
Карьера Рини в «Лидс Юнайтед» продолжалась 18 лет. За это время он провёл за команду более 500 матчей.
С 1978 по 1980 год Рини играл за «Брэдфорд Сити», а завершил карьеру футболиста в 1981 году в составе австралийского клуба «Ньюкасл КБ Юнайтед».

## Карьера в сборной
В 1968 году дебютировал в составе сборной Англии по футболу. С этого момента его регулярно вызывали в сборную, пока перелом ноги в 1970 году не помешал ему сыграть на чемпионате мира. В следующем году он провёл свой третий и последний матч за сборную Англии — это была игра против сборной Мальты.